# Trypanaeus
Trypanaeus är ett släkte av skalbaggar. Trypanaeus ingår i familjen stumpbaggar.

## Dottertaxa tillTrypanaeus, i alfabetisk ordning[1]
- Trypanaeus ampullaceus
- Trypanaeus bipustulatus
- Trypanaeus bisulcifrons
- Trypanaeus breviculus
- Trypanaeus carinirostris
- Trypanaeus catharinensis
- Trypanaeus colombiae
- Trypanaeus conulus
- Trypanaeus cornifrons
- Trypanaeus cultratus
- Trypanaeus ensifer
- Trypanaeus fasciatus
- Trypanaeus flavipennis
- Trypanaeus foveatus
- Trypanaeus fucatus
- Trypanaeus hispaniolus
- Trypanaeus hubenthali
- Trypanaeus junceus
- Trypanaeus laevipennis
- Trypanaeus laevisternus
- Trypanaeus luteivestis
- Trypanaeus miles
- Trypanaeus minax
- Trypanaeus montivagus
- Trypanaeus nasicornis
- Trypanaeus novulus
- Trypanaeus noxius
- Trypanaeus obesus
- Trypanaeus petropolitanus
- Trypanaeus pictus
- Trypanaeus plagiatus
- Trypanaeus punctinotus
- Trypanaeus quadricollis
- Trypanaeus quadrirostris
- Trypanaeus schmidti
- Trypanaeus signatus
- Trypanaeus singularis
- Trypanaeus spinifrons
- Trypanaeus sulcipygus
- Trypanaeus terebrans
- Trypanaeus teres
- Trypanaeus thoracicus
- Trypanaeus torpedo
- Trypanaeus transversalis
- Trypanaeus unituberculatus
- Trypanaeus vittulatus
- Trypanaeus volvulus